# Řeznické hmaty
Řeznické hmaty jsou úkony řezníka k ohodnocení osvalení živého zvířete. Jedná se o takzvanou subjektivní metodu. Jedná se o hmaty:
- „na kořen ocasu“
- „na kyčle“
- „na slabinu“